# Clematis cirrhosa
Clematis cirrhosa, comummente conhecida como cipó-do-reino (não confundir com a Clematis vitalba, que consigo partilha este nome) ou vide-branca (não confundir com a Clematis vitalba, nem com a Clematis campaniflora, que consigo partilham este nome), é uma espécie de planta com flor, pertencente à família das Ranunculáceas.

## Descrição
Trepadeira perenifólia que se serve dos pecíolos, à guisa de gavinhas, para trepar, podendo atingir mais de 4 metros de.
As folhas podem ser simples, dentadas, trilobadas, ou ternadas, com segmentos dentados ou lobulados, na sua maioria aparecem fasciculadas sobre curtos rebentos axilares opostos.
As flores são hermafroditas, axilares, em forma de campânula, podendo ser solitárias ou aparecer em panículas de 2 ou 3 flores, sobre pedúnculos de quatro centímetros a quatro centímetros e meio. Destacam-se pela sua cor esbranquiçada e pela redolência melífera que exalam. Tem brácteas soldadas, constituindo um involucro bilabiado sob a flor. O perianto é composto por 4 a 6 tépalas branco-amarelentas, ocasionalmente com manchas avermelhadas, velosas na face externa, mas glabras na face interna.
Os frutos são aquénios velosos, compridos com certa de 6 centímetros.
Floresce entre Outubro e Dezembro.

## Distribuição
Encontra-se amplamente dispersa região do Mediterrâneo. Há exemplares em Marrocos, na Argélia, na Tunísia , na Líbia , em Portugal , em Espanha , em Gibraltar , nas Ilhas Baleares, na Córsega, na Sardenha, em Itália , em Malta, na Grécia , nas ilhas do Egeu, no Chipre, na Turquia, na Síria, no Líbano, na Jordânia e em Israel.

### Portugal
Trata-se de uma espécie presente no território português, nomeadamente em Portugal Continental. Mais concretamente, na zona do Sudoeste meridional.
Em termos de naturalidade é nativa da região atrás indicada.

### Ecologia
Privilegia os habitats de nemorais, mormente as florestas, os matorrais e as balças, geralmente nas zonas costeiras. Também se dá na berma de estradas e caminhos (espécie ruderal).

## Protecção
Não se encontra protegida por legislação portuguesa ou da Comunidade Europeia.
É considerada uma planta «quase ameaçada», de acordo com a categorização de ameaça da IUCN. Está arrolada na «Lista Vermelha da Flora Portuguesa» de 2020.

## Taxonomia
A Clematis cirrhosa foi descrita por Carlos Lineu e publicado na obra Species Plantarum 1: 544, em 1753.
Citologia
Os números cromossomáticos da Clematis cirrhosa  (Fam. Ranunculaceae) e táxones infra-específicos são 2=16

### Etimologia
- O nome genérico, Clematis, provém do grego antigo klɛmətis[12] (klématis), que significa «planta que trepa; vinca».[13]
- O epíteto específico, cirrhosa, nome latino que significa "com muitos riços ou gavinhas".[14]

### Sinonímia[1]
- Atragene balearica Pers.
- Atragene cirrhosa Pers.
- Cheiropsis balearica Bercht. & J.Presl
- Cheiropsis cirrhosa Bercht. & J.Presl
- Cheiropsis elegans Spach
- Cheiropsis semitriloba Bercht. & J.Presl
- Clematis balearica Rich.
- Clematis calycina Aiton
- Clematis calyculata C.K.Schneid.
- Clematis laeta Salisb.
- Clematis pedicellata (DC.) Sweet
- Clematis polymorpha Viv.
- Clematis semitriloba Lag.[15]